# Paolo Reyna
Paolo Alessandro Reyna Lea (ur. 13 października 2001 w Callao) – peruwiański piłkarz występujący na pozycji lewego obrońcy, reprezentant Peru, od 2019 roku zawodnik Melgar.
Jego ojciec Carlos Reyna również był piłkarzem.